# Chris Royal
Chris Royal er en dansk dokumentarfilm fra 2012, der er instrueret af Stine Monrad.

## Handling
Chris Christophersen er besat af kongefamilien. Siden Chris Christophersen var 12 år, har han fulgt den kongelige familie rundt om i landet, hvor han lokkede både forældre og bedste forældre til at køre ham landet rundt, for at få synet af den kongelige familie. Flere af medlemmer af den kongelige familie har ofte tænkt, hvem i alverden er det ? (hvilket blandt andet nævnes i filmen) hvor Thomas Schmidt, gemal til tidligere komtesse Josephine af Rosenborg tænkte ”Hvem fanden er det, hvem fanden er den idiot?” Og der stod Chris på sine tær og råbte hen til os på den røde løber, som Josephine af Rosenborg nævner i samme film. Chris Christophersen er den dag i dag en fotograf, der formår at fuldføre sine mål, og man kan i dag se hans billeder i både aviser, magasiner og bøger. 